# حاملگی مضاعف
حاملگی مضاعف (انگلیسی: Superfetation) به وقوع همزمانِ تشکیل جنین در دو مرحلهٔ تکاملی مختلف در یک حیوان گفته می‌شود. در پستانداران، حاملگی مضاعف بدان معناست که در همان حالی که یک جنین در رحم موجود است، حاملگی دیگری رخ دهد و جنین دیگری (از دورهٔ فحلی متفاوت) تشکیل شود. حاملگی مضاعف را نباید با «لقاح همزمان» اشتباه کرد که در آن، دو لقاح مختلف در یک چرخه قاعدگی واحد رخ می‌دهد.
گفته می‌شود که حاملگی مضاعف در برخی جانوران شایع است، حال آنکه در انسان پدیده‌ای بسیار نادر است. در پستانداران، حامگی مضاعف تنها در شرایطی رخ می‌دهد که یا جانور ماده، دو رحم داشته باشد یا آنکه چرخهٔ فحلی در تمام دوران حاملگی ادامه داشته باشد. خطر حاملگی مضاعف در انسان آن است که جنین دوم، نارس به دنیا می‌آید و خطر وقوع نارسایی تنفسی در آن بالا می‌رود.
حاملگی مضاعف در رنگین‌ماهیان پدیده‌ای عادی و معمول است.